# Livingston County (Kentucky)
Livingston County is een county in de Amerikaanse staat Kentucky.
De county heeft een landoppervlakte van 819 km² en telt 9.804 inwoners (volkstelling 2000). De hoofdplaats is Smithland en de dichtstbevolkte stad is Salem, maar de dichtstbevolkte gemeenschap is de census-designated place van Ledbetter.